# AHEAD

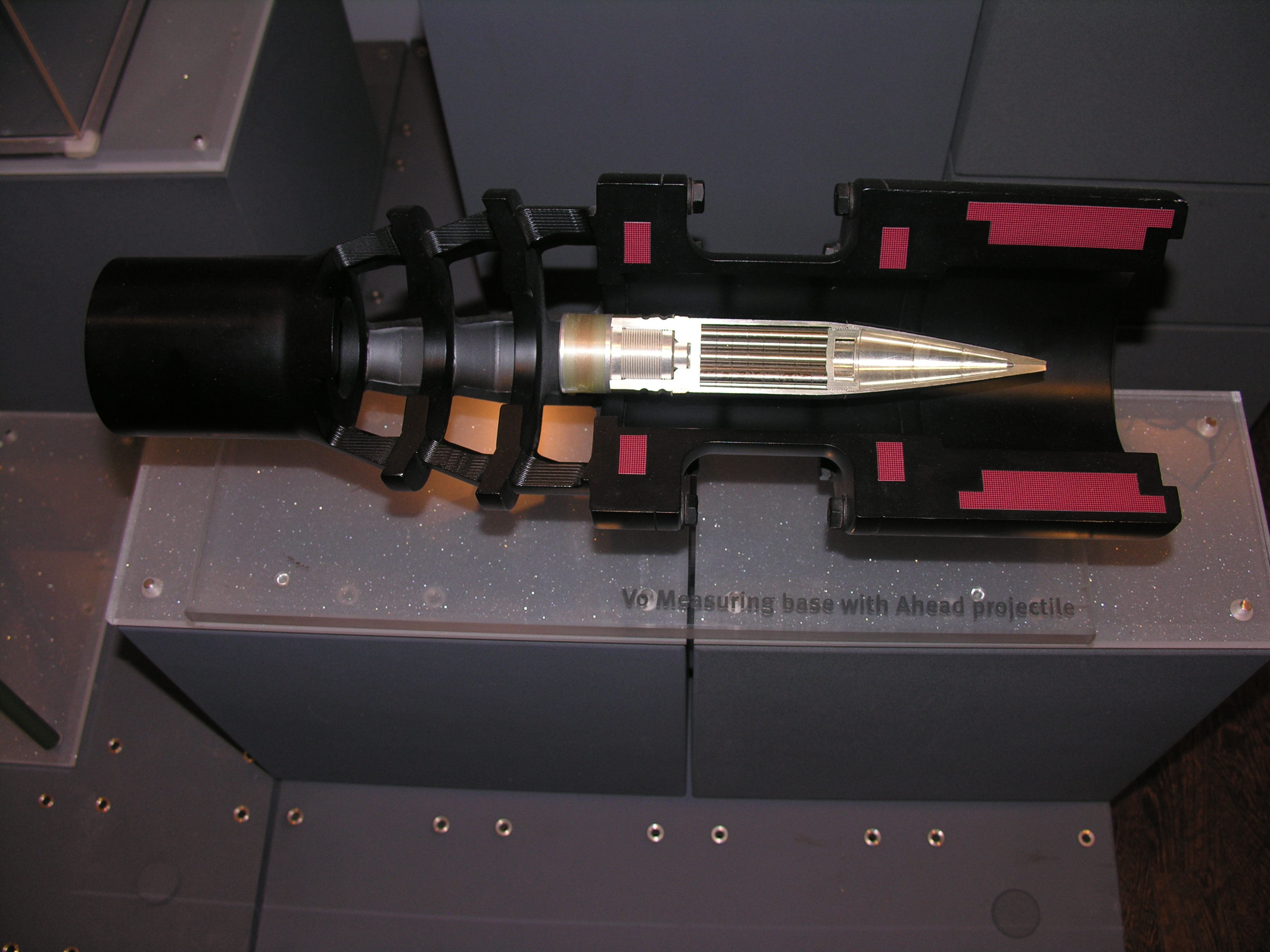
Устройство снаряда AHEAD и надульное устройство с индуктивными катушками базы измерения начальной скорости и программатора взрывателя снаряда.

AHEAD (англ. Advanced Hit Efficiency and Destruction) - артиллерийский выстрел калибра 35 мм. Является первым боеприпасом программируемого (воздушного) подрыва малокалиберных артиллерийских систем. Разработан компанией Oerlikon Contraves - в настоящее время является дочерней компанией немецкого концерна  Rheinmetall Defense.
Другое обозначение выстрела производителем: ABM / KETF (Kinetic Energy Time Fuze) − боеприпас «кинетической энергии с временны́м взрывателем» − отражает принцип функционирования боеприпаса.

## Назначение и область применения
Концепция AHEAD была разработана Oerlikon Contraves с целью расширения возможностей малокалиберных зенитных пушечных комплексов в ответ на растущие угрозы со стороны крылатых ракет, управляемых боеприпасов и других видов высокоточного оружия. Позднее концепция была расширена в сторону возможности поражения рядовых целей, представленных лёкобронированными ББМ (БТР), укреплёнными позициями ПТУР, быстроходными катерами, а также живой силой противника. 
Выстрел AHEAD в калибре 35 × 228 мм разработан в конце 1980-х годов. Основой для разработки AHEAD послужили результаты проектирования и испытаний 35-мм неконтактных боеприпасов с радиовзрывателем в рамках программы сухопутных войск США «Дивад». Эти работы наряду с разработкой электронных взрывателей и магнитоэлектрического генератора, работоспособных при больших перегрузках (свыше 30000 g), обеспечили фирме Эрликон-Контравес основу при создании электронных компонентов и методов программирования снаряда AHEAD.
Демонстрационные испытания системы проводились  в начале 1990-х, начало поставок заказчикам в 1996 году. Выстрел входит в состав боекомплекта  револьверных пушек типа KDG, являющимися составной частью зенитной артиллерийской системы Oerlikon Contraves SkyShield, морской зенитной системой Millenium и других, более старых вариантов 35-мм спаренных зенитных установок типа GDF, дооснащенных аппаратно-программными комплексами, включающими установщик взрывателя и модернизированную СУО.

## Устройство и принцип действия

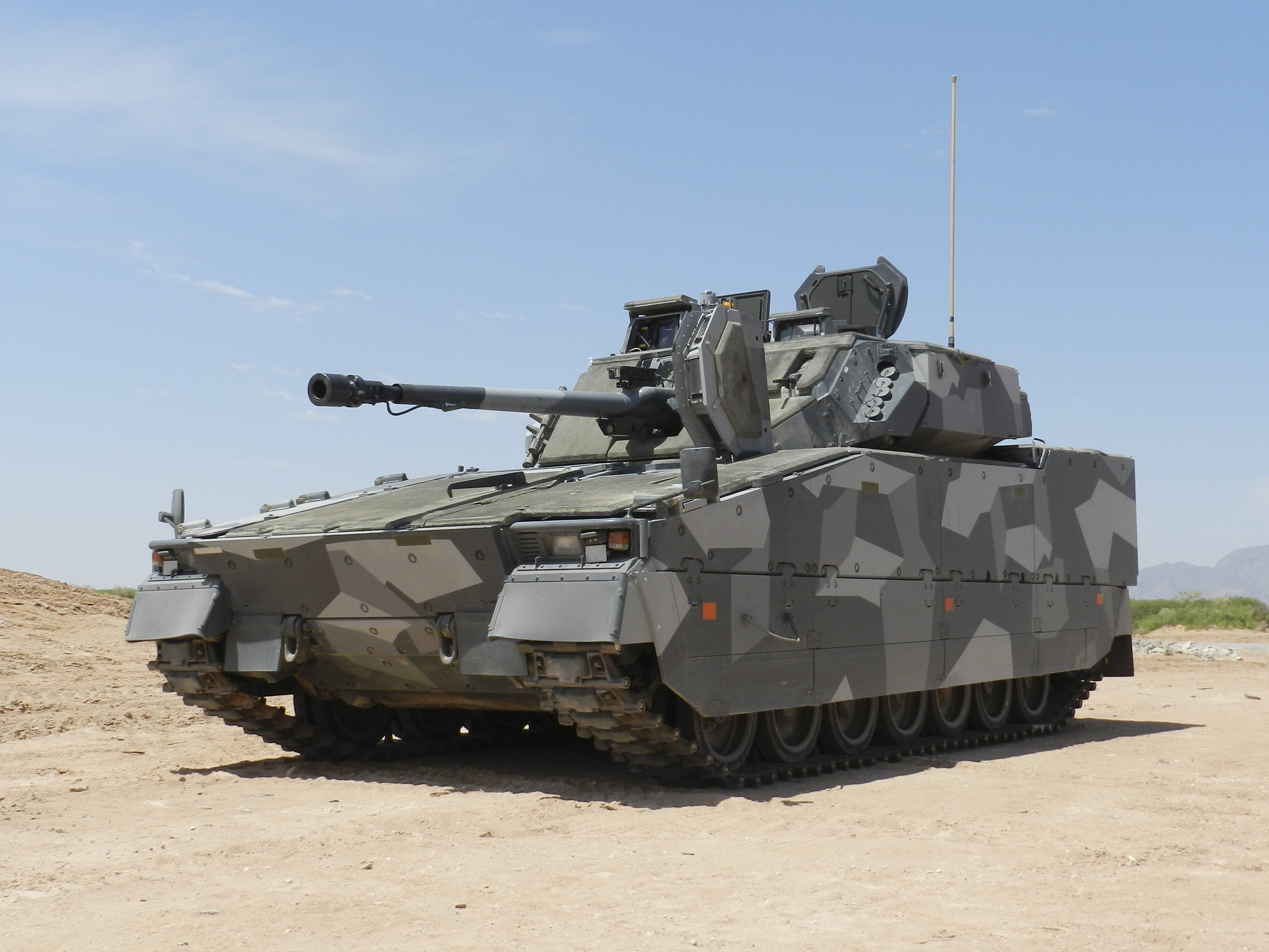
БМП CV 9035 Mk III вооружённых сил Нидерландов и Дании. Комплекс вооружения на базе 35-мм пушки «Bushmaster III». Надульное устройство 35-мм пушки с программатором боеприпасов.

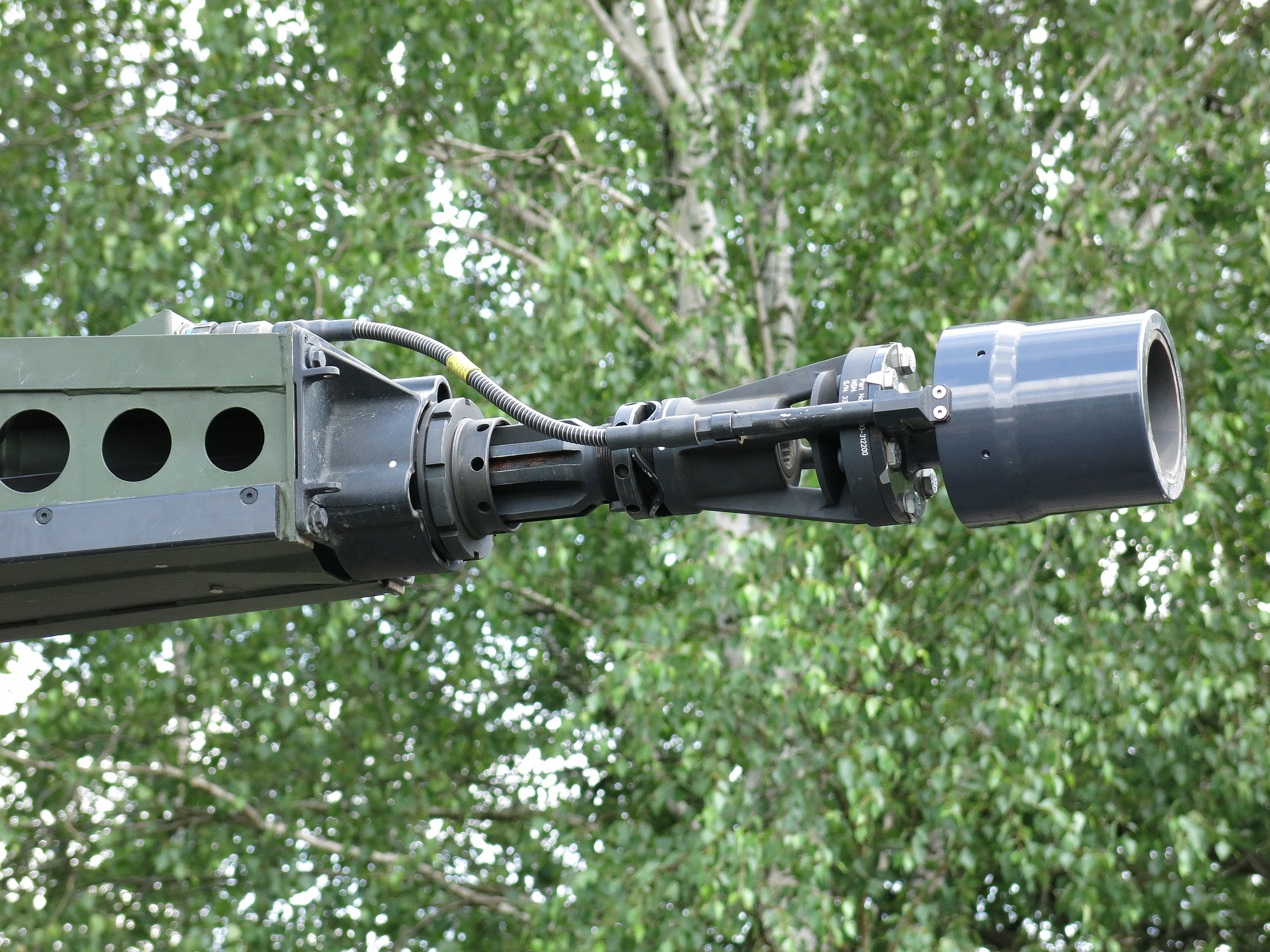
Надульное устройство пушки MK 30-2/ABM с датчиками-соленоидами начальной скорости и программатором взрывателей снарядов типа АВМ / KETF в составе комплекса вооружения БМП «Пума».

Устройство патрона основано на использовании технологии программируемого подрыва Oerlikon Contraves AHEAD. Принципиальными составляющими этой технологии являются: 
- программирование взрывателя на дульном срезе;
- донный программируемый взрыватель;
- модульный принцип построения его узлов, включающий: 
  1. систему подрыва,
  2. электронное временное устройство,
  3. магнитоэлектрический (инерционный) генератор.
- автономность электропитания (отсутствует батарея);
- автоматическая компенсация начальной скорости и температуры.

Выстрелы AHEAD содержат готовые поражающие элементы (ГПЭ); небольшой вышибной заряд (массой 0,9 г), и программируемый электронный взрыватель с отработкой времени. ГПЭ из тяжёлого вольфрамового сплава имеют форму прямого цилиндра диаметром 5,45 мм. Ключевым узлом взрывательного устройства снаряда AHEAD является магнитоэлектрический генератор. Он обеспечивает автономность питания электронной схемы взрывателя и независимость его функционирования от сроков хранения выстрела. 
Программирование взрывателя снаряда, то есть ввод данных баллистического вычислителя системы управления огнём (СУО) - индуктивное с помощью катушки-программатора на дульном срезе. 
Расчёт времени установки взрывателя производится после замера дульной скорости снаряда с учётом поправки на разброс начальных скоростей отдельных выстрелов для обеспечения прецизионного подрыва снаряда. Баллистический вычислитель по данным начальной скорости снаряда и дальности до цели рассчитывает точное время инициирования вышибного заряда, которое передаётся программатором на взрыватель. С этой целью надульное устройство пушки включает три индуктивные катушки, две - датчики начальной скорости, третья катушка - установщик взрывателя (программатор) – устанавливает таймер снаряда. Точное полётное время снаряда рассчитывается за тысячные доли секунды.
По отработке расчётного времени электронное временное устройство подаёт сигнал предохранительно−исполнительному устройству на подрыв вышибного заряда на заданной дистанции перед целью с образованием конуса из 152 поражающих элементов, направленного в сторону цели. Масса одного ГПЭ 3,3 грамма.
Воздействие на цель после раскрытия корпуса снаряда сопоставимо с конусообразным распространением элементов дробового выстрела и связано исключительно с кинетической энергией поражающих элементов.
Поражение цели осуществляется  множественными ударами стабилизированных вращением поражающих элементов, которые выбрасываются вышибным зарядом по команде взрывателя непосредственно перед атакуемой целью (англ. just ahead of the target). Временное разрешение на подрыв составляет менее 10 миллисекунд. Оптимальное соотношение вероятностей попадания и поражения цели задаётся дистанцией подрыва перед целью. На практике подрыв производится на расстоянии от 10 до 30...40 м от цели. 
Основные характеристики
- Масса:
- патрона    1,77 кг
- снаряда    0,750 кг
- ПЭ (PMD062) 3,3 г
- ПЭ (PMD330)1,24 г
- Масса поражающих элементов:
  - PMD062  	 500 г (152 элемента, диаметр 5,45 мм)
  - PMD330	 500 г (407 элементов)
- Длина:
  - патрона   387 мм
  - гильзы    228 мм
- Дульная скорость 1050 м/с

## Использование патрона
Система AHEAD одобрена в НАТО и может использоваться совместно с различными комплексами вооружения и артиллерийскими системами. В первую очередь выстрел предназначен для распространённой  35-мм зенитной установки Oerlikon, а также револьверной пушки 35/1000 и американской пушки Bushmaster-III. В калибре 35 × 228 мм снаряд содержит 152 ГПЭ массой по 3,3 г. Выстрел является единственным в своём калибре боеприпасом, пригодным для борьбы с управляемыми ракетами в ближней зоне обороны (англ. Close-in-Weapon-System) на дистанциях более 1000 м.
Позднее концепция AHEAD нашла применение для борьбы с наземными целями, в том числе с лёгкобронированными. Для поражения небронированных и легко бронированных целей, таких как малоразмерные катера, БМП и пехота, оптимальными признаны поражающие элементы массой 1,24 г, диаметром 4,65 мм. Был разработан второй вариант 35-мм снаряда PMD330, содержащий 407 ГПЭ массой по 1,24 г. Выстрел PMD330 предназначен для боекомплекта боевых машин пехоты, оснащённых 35-мм пушками: БМП CV 9035 Mk III сухопутных войск Нидерландов и Дании. Отличается существенно большим количеством более мелких поражающих элементов, способных накрывать осколочным полем большую площадь. 
В конце 1990-х концепция была адаптирована к калибру 30 х 173 мм. Для поражения живой силы и различных датчиков на внешних поверхностях ББМ были разработаны различные варианты снаряжения. В калибре 30 мм выстрел AHEAD является штатным выстрелом боекомплекта БМП «Пума», основным вооружением которой является пушка MK 30-2/ABM. Также выстрел может использоваться в боекомплекте пушки Mk 44 Bushmaster II. Выстрел содержит 162 ГПЭ массой по 1,24 г. По утверждению разработчика, выстрел может использоваться для поражения воздушных целей, спешенной живой силы, маломерных судов и других легкобронированных и небронированных  целей.